# Time for Annihilation
Time for Annihilation... On the Record and On the Road to siódmy studyjny album i pierwszy album koncertowy zespołu Papa Roach.

## Utwory
| Nr. |  | Tytuł                               | Tekst                                    | Muzyka     | Długość |
| --- |  | ----------------------------------- | ---------------------------------------- | ---------- | ------- |
| 1.  |  | "Burn"                              | Jacoby Shaddix i Tobin Esperance         | Papa Roach | 3:26    |
| 2.  |  | "One Track Mind"                    | Jacoby Shaddix, Tobin Esperance          | Papa Roach | 3:26    |
| 3.  |  | "Kick in the Teeth"                 | Jacoby Shaddix, Tobin Esperance          | Papa Roach | 3:11    |
| 4.  |  | "No Matter What"                    | Jacoby Shaddix                           | Papa Roach | 3:33    |
| 5.  |  | "The Enemy"                         | Jacoby Shaddix                           | Papa Roach | 3:38    |
| 6.  |  | "Getting Away with Murder" (live)   | Jacoby Shaddix, Tobin Esperance          | Papa Roach | 4:14    |
| 7.  |  | "...To Be Loved" (live)             | Shaddix, Esperance                       | Papa Roach | 3:35    |
| 8.  |  | "Lifeline" (live)                   | Shaddix, Esperance, Dave Buckner, Horton | Papa Roach | 4:18    |
| 9.  |  | "Scars" (live)                      | Shaddix, Esperance, Buckner, Horton      | Papa Roach | 4:59    |
| 10. |  | "Hollywood Whore" (live)            | Shaddix, Esperance                       | Papa Roach | 4:08    |
| 11. |  | "Time Is Running Out" (live)        | Shaddix, Esperance                       | Papa Roach | 3:57    |
| 12. |  | "Forever" (live)                    | Shaddix, Esperance                       | Papa Roach | 6:50    |
| 13. |  | "Between Angels and Insects" (live) | Shaddix, Esperance                       | Papa Roach | 5:09    |
| 14. |  | "Last Resort" (live)                | Shaddix, Esperance                       | Papa Roach | 5:39    |

### UKEdition
| Nr. |  | Tytuł                                       | Tekst                               | Muzyka     | Długość |
| --- |  | ------------------------------------------- | ----------------------------------- | ---------- | ------- |
| 15. |  | "I Almost Told You That I Loved You" (live) | Shadix                              | Papa Roach | 6:09    |
| 16. |  | "Dead Cell" (live)                          | Shadix                              | Papa Roach | 6:09    |
| 16. |  | "No Matter What" (demo)                     | Shadix, Esperance, Michael, Bendeth | Papa Roach | 4:06    |
|     |  |                                             |                                     |            |         |

## Sprzedaż
Album sprzedał się w ponad 70 000 egzemplarzy na całym świecie.